# Division (sport)
 For alternative betydninger, se Division. (Se også artikler, som begynder med Division)
En division i sport er en række, hvori et på forhånd bestemt antal hold møder hinanden et vist antal gange. Normalt møder man hver modstander to gange på en sæson. Nemlig dels på hjemmebane og dels på udebane. Som udgangspunkt spiller man skiftevis hjemme og ude, men to hjemme- eller udekampe i træk kan dog forekomme. Når sæsonen er slut, finder man ud af, hvem, der er blevet mester eller hvem, der rykker op og ned, an på turneringsbestemmelserne for den pågældende division. 